# The Pineapple Thief
A The Pineapple Thief brit alternatív/progresszív rock együttes. A név az 1997-es Eve öröksége (Eve's Bayou) című filmből származik.

## Története
1999-ben alapította Bruce Soord énekes-gitáros a somerseti Yeovil városkában. Első nagylemezük ugyanebben az évben jelent meg, "Abducting the Unicorn" címmel, a Cyclops Records gondozásában. Ezt követően elkezdtek dolgozni a második, 137 című albumukon, amelyet 2002-ben dobtak piacra. A zenekarnak a 2003-as "Variations on a Dream" című korongja hozta meg az áttörést.
Az eredeti felállás a következő volt: Bruce Soord - ének, gitár, Jon Sykes - basszusgitár, Wayne Higgins - gitár, Matt  'Leary - billentyűk, Keith Harrison - dob. 2004-ben kezdtek dolgozni a "12 Stories Down" albumon, de Bruce-nak eleinte nem tetszett az album hangzása, ezért remixelte és újrarögzítette az albumot 2005 júniusi megjelenése előtt. Matt O'Leary elhagyta a zenekart, helyére Steve Kitch került. A 2006-os Little Man című nagylemez után a 2007-es "What We Have Sown" volt az utolsó olyan album, amelyet a Pineapple Thief a Cyclops Records gondozásában jelentetett meg. 2007-ben ugyanis leszerződtek a Snapper Music egyik al-kiadójához, a Kscope-hoz. A 2008-as "Tightly Unwound" "anyagot" már ők jelentették meg. 2008 márciusában Wayne Higgins is elhagyta az együttest. Ezt két 2009-es EP és egy ugyanebben az évben megjelentetett válogatáslemez követte. Ebben az évben turnézott is az együttes, a lengyel Riverside nevű progresszívmetal-zenekarral. 2010 januárjában a "Little Man" dalait Bruce Soord remixelve újra megjelentette, új lemezborítóval. Ugyanebben évben megjelentetett stúdióalbumukat 2010. május 19.-én mutatta be a Pineapple Thief, a londoni Bush Hall-ban. Az albumon az Anathema alapítója, Daniel Cavanagh és a Porcupine Tree alapítója, Steven Wilson is közreműködött. Az albumot turnézás követte Európán keresztül, amelyről koncertalbum is készült. 2012 januárjában elkezdtek dolgozni az "All the Wars" albumukon, amelyen először egy huszonkét tagú nagyzenekar is játszott.
2014 februárjában Dan Osborne váltotta le Keith Harrisont dobos poszton. Ezen év szeptemberében került piacra a tizedik albumuk, Magnolia címmel. 2016-ban a "Your Wilderness" lemez is megjelent, a Kscope gondozásában. 2018. augusztus 31.-én a "Dissolution" albumot adták ki.

## Hatásuk
A Prog Archives weboldal szerint a Pineapple Thief zenéjében felfedezhetőek a Pink Floyd, U2, Ozric Tentacles és King Crimson zenekarok hatásai. A Radiohead és a Muse zenéi is hatással voltak a PT-re.

## Tagjai
- Bruce Soord - ének, gitár (1999-)
- Jon Sykes - basszusgitár, ének (2002-)
- Steve Kitch - billentyűk (2005-)
- Gavin Harrison - dob, ütőhangszerek (2016-)
- George Marios - gitár, ének (2018-)

## Korábbi tagok
- Keith Harrison - dob (2002-2013)
- Wayne Higgins - gitár (2002-2008)
- Matt O'Leary - billentyűk (2002-2005)
- Dan Osborne - dob (2014-2016)
- Darran Charles - gitár, ének (2016-2017)[4]

## Diszkográfia
Stúdióalbumok
- Abducting the Unicorn (1999)
- 137 (2002)
- Variations on a Dream (2003)
- 10 Stories Down (2005)
- Little Man (2006)
- What We Have Sown (2007)
- Tightly Unwound (2008)
- Someone Here is Missing (2009)
- All the Wars (2012)
- Magnolia (2014)
- Your Wilderness (2016)
- Dissolution (2018)
- Versions of the Truth (2020)
- Give It Back (2022)
- It Leads to This (2024)

## Egyéb kiadványok
Koncertalbumok
- Live (2003)
- Live at the Half Moon, Putney (2008)
- Someone Here is Live (2010)
- Live at the 013 (2013)
- Live 2014 (2014)
- Where We Stood (2017)

EP-k
- 4 Stories Down (2005)
- The Dawn Raids Volume 1 (2009)
- The Dawn Raids Volume 2 (2009)
- Show a Little Love (2010)
- Build a World (2013)

## Válogatáslemezek
- 3000 Days (2009)

- Introducing the Pineapple Thief (2013)